# Brève d'Halmahera
Pitta maxima
Espèce
Statut de conservation UICN

 LC  : Préoccupation mineure
La Brève d'Halmahera (Pitta maxima) est une espèce de passereaux de la famille des Pittidae.
Cet oiseau est endémique des Moluques du Nord.